# 粵港澳
粵港澳、或稱省港澳、穗港澳，為廣州、香港、澳門三地的合稱，是中國發展極為急速、財富最為集中的地區之一。三地在歷史上均屬廣東省，當地民間一直有「廣州城」、「香港地」、「澳門街」的講法。也有人將「省」解讀為廣東省。省港澳三地在1991年農曆除夕直播省港澳呈祥迎新歲。2021年，中國政府同意三地舉辦2025年中華人民共和國全國運動會，也是繼1987年廣州舉辦第六屆中國全運會後，再一次在廣州舉辦全運會，也是首个聯同港澳兩地合辦的全国運動會。
由於地理、人口的緊密度非常高，作為經濟、文化體，同時三地以前曾經同屬廣東省，經常被視為一體。很多時候，香港與廣州的合作較為受到關注，一般衹叫粵港、省港，如省港大罷工、省港盃及港穗等。
過去也有「粵港澳湛」之說，因香港、澳門及湛江（廣州灣）皆曾受西方列強統治。另見七子之歌。

## 簡表
| 通稱         | 广东 （粤、省）                     | 香港 （港）                                              | 澳門 （澳）                                                |
| ------------ | ----------------------------------- | -------------------------------------------------------- | ---------------------------------------------------------- |
| 全稱         | 广东省                              | 香港特別行政區                                           | 澳門特別行政區                                             |
| 地区旗帜     | 無                                  | 香港                                                     | 澳門                                                       |
| 地区徽章     | 未设立                              |                                                          |                                                            |
| 重要紀念日   | 1949年10月1日 （国庆节）            | 1997年7月1日 （特區成立紀念日） 1949年10月1日 （国庆节） | 1999年12月20日 （特區成立紀念日） 1949年10月1日 （国庆节） |
| 治權政府     | 广东省人民政府                      | 香港特別行政區政府                                       | 澳門特別行政區政府                                         |
| 官方語言     | 中文                                | 中文、英文                                               | 中文、葡文                                                 |
| 主要通行語言 | 普通話、粵語、客家话、潮州话等      | 粵語、英語                                               | 粵語、葡語                                                 |
| 執政黨       | 中國共產黨                          | 不適用                                                   | 不適用                                                     |
| 行政長官     | 中共广东省委书记 广东省省长         | 行政長官                                                 | 行政長官                                                   |
| 現任領導人   | 黃坤明（省委书记） 王偉中（省长）   | 李家超                                                   | 岑浩輝                                                     |
| 憲制性法律   | 中華人民共和國憲法                  | 香港特別行政區基本法                                     | 澳門特別行政區基本法                                       |
| 立法機關     | 全國人民代表大會 廣東省人民代表大會 | 香港立法會                                               | 澳門立法會                                                 |

## 關係發展

### 行政
前214年（秦始皇卅三年）秦朝征服百越，置南海郡，下設番禺縣管轄香港、澳門。到東晉咸和六年（331年）起港澳改由寶安縣管轄。宋绍兴二十二年（1152 年），澳门划归香山县。明万历元年（1573 年），香港划归新安县。由此定型建置，直至葡萄牙人與英國人分別居留、管治前。

#### 澳門與廣東/廣州
1580年居澳葡人自己選舉法官，並在澳門實施葡國法律。這一在明政府領土中實施葡國法律的舉動，不能為朝廷容忍，而受到新任兩廣總督刘尧诲的責備和查辦。經時澳門地方長官、葡國貿易船隊司令官米南德（Aires Gonç alve s deMiranda）的代表本內拉（Mat ia Penel la）的周旋，事件得以平息。而明政府強調，居澳葡人必須服從朝廷官員的管轄。1582年左右，明政府在行政、司法、課稅等方面對澳門建立了一套特殊的管轄制度，1584年任命居澳葡人的首領管理居澳葡人，並授予其對葡人居留地內居住的華籍商人和居民的管理權力。與此同時，明政府在澳門葡人居留地建立議事亭，作為中葡雙方官員會面商討政務的場所。

### 经济贸易

#### 澳門與廣東/廣州
澳门由明代到香港開埠前，是广东对外贸易的重要外港，广东所产的生丝、丝绸品、瓷器和中草药等，通过澳门运往南洋、欧洲、日本和墨西哥等地。而葡萄牙经由澳门，就向广州输入胡椒、苏木；日本、墨西哥和秘鲁的白银、马尼拉的棉花、蜂蜡等亦经澳门输入。各类入口货中以银元为最大量，据计在万历元年至崇祯十七年（1573 ~ 1644）间，葡萄牙、西班牙、日本等国家经澳门输入白银，达1亿元以上。在闭关锁国时期，外国商船无法直入广州贸易，外商亦无法居留，澳门就成为入粤贸易的外国商船停泊地，和在广州贸易的外商旅居地。
1578年明政府重新允許外國商人進入廣州進行貿易，東南亞各國商人和其他外國商人，就不再停留澳門而紛紛直接前往廣州貿易，澳門遂成為葡萄牙獨佔的商埠。而貿易重心轉移的同時，廣東地方官員還制訂詳細辦法，管控當地的外商和外貿，包括了外商必須有同業組織指定的富有華商做「擔保」，而不遵守的外商有機會無法獲得當地服務和生活用品。聯繫財稅的轉變，為後來的朝貢貿易的變體公行形成，奠定一定的基礎。

#### 香港與廣東/廣州
而明到清初東莞所產莞香成為上貢佳品，不止在廣東暢銷，還遠銷內地乃至日本，尤南直隶、浙江等地需求極大。製香業也在香港興盛起來，當時在瀝源（今沙田），大奚山（今大嶼山）沙螺灣等地生產的香樹製品皆用木箱裝好，會經陸路運至尖沙頭（今尖沙咀）的香埠頭（香料專用碼頭），用小艇送到石排灣（今香港仔）集中堆放，再用俗稱「大眼雞」的艚船運至廣州，遁陸路經南雄，越大庾嶺，過贛江至九江府，沿長江送往送往蘇杭等地銷售。

### 財稅

#### 澳門與廣東/廣州
明朝政府于洪武四年（1371年）设置的广东市舶提举司，派一名副提举到澳门，负责征收外国船货的关税。在隆庆五年（1571年）前，按明初贡舶贸易“十抽五”的抽分制收税。之后，改为“丈抽法”征税，税负较“十抽五”少。广东地方官府后期注意到葡萄牙商人与华商在境内私下交易，无法征收到税金。从万历六年（ 1578）起，当局允准澳门的葡萄牙商人于每年夏、冬两季，到广州河南海珠岛（今省总工会一带）参加为期数周的定期市（相当交易会），与华商公开交易，同时官府可向入境葡商收取巨额船饷（吨税或水饷）以及货税。

### 軍事

#### 香港與廣東/廣州
漢武帝時始設有鹽官統領軍隊與船艇，駐紮於屯門一帶，監督九龍灣沿海及沙頭角等鹽田作業。
到唐朝時廣州為南方最大商港，當時來自印度、波斯灣及東南亞等地的外國海船前往廣州通商，會取道近屯門一帶較為深水的東面航道上廣州，商船往返廣州均會在此外港逗留，返航時避風和等候季風揚帆再遠行。屯門就此成為廣州航行往波斯灣之間的第二個啟航港口，同時亦是進入大洋前最後一個補給物資的供應站，為當時重要的交通樞紐。當局為保護海上貿易及強化維安，於公元736年時在此設立軍港（軍鎮） 。屯門名稱亦可認為是由此而來。其時文士對屯門交通重要亦有耳聞，故時有酬詠詩歌，著者有韓愈之《贈 別元十八協律第六首》及劉禹錫之《踏潮歌》。

#### 澳門與廣東/廣州
嘉靖三十六年（1557年）12月2日，葡萄牙人幫助廣東政府平定漳州巨盜澳門“阿媽賊”老萬集團，廣東政府允許葡人僑寓濠鏡（澳門）。
1564年（明嘉靖四十三年）4月，潮州柘林水兵因缺餉斷糧而嘩變，徐永泰等人率軍並集結其他武裝，到達虎門附近三門海，嚴重威脅廣州。時曾任濠鏡（澳門）葡萄牙人首領的佩雷拉（Diogo Pereira）派人前往廣州，向明將俞大猷表示願意出兵協助平亂。獲同意後，佩與中日貿易船隊司令德梅洛（Luiz de Mello）率領300名葡萄牙士兵分成兩隊，登上備有西式火炮的中國戰船前去，以突然襲擊的戰術擊敗叛兵，據計生擒變兵612人，斬首不計其數。
此外葡萄牙人在澳门开展佛郎机炮制造业，与广东也联系紧密。嘉靖三十六年（1557年），葡萄牙铸造专家伯多禄·波加罗（Pedro Tavorres Bocarro）在西望洋半山处（今高可宁绅士街附近、竹子室村尾处）兴建铸炮厂，铸炮工由佛山的铸铁工人担当，火药和铸铁原料亦由广东提供，成品也是经由广州等地向内地销售。至万历四十八年（1620年），该厂具规模可铸造铜炮和铁炮，而在此年，明廷批准李之藻门人张焘到澳门购买佛郎机炮，时广东按察司吴中伟更协助交易。崇祯二年（1629年）初，明廷派两广军门李逢节、王尊德向澳门伯加禄炮厂购买佛郎机炮10门，运经广州北上入北京琉璃河。　　

## 另見
- 粵港澳大灣區
- 港澳地區
- 兩岸三地
- 中华人民共和國第十五屆運動會

## 备注
1. ↑  广东地区因跟随大陆法例，独自不拥有地方旗帜、徽号、地方节庆等。
2. ↑  中國大陸由中国共产党实行一党执政，省委书记兼中共中央政治局委员作为一把手。
3. 1 2 3  省级行政区无单独宪法，特区基本法授权自國家宪法。
4. ↑  全國人民代表大會通過的全國性法律直接適用於廣東省，但不直接適用於香港和澳門。除非被列入《香港特別行政區基本法》附件三或《澳門特別行政區基本法》附件三。
5. ↑  莞香過梅嶺之北後，遇霜風會更有芳香。
6. ↑  香港據稱由運送香料的港口之名而得。
7. ↑  此接駁長江路線，是古代珠三角連接長江中下游的交通幹線。
8. ↑  即“以十分为率，五分抽分入官，五分给还价值”
9. ↑  “报官纳税者不过十之二三而已”